# Hoiberhügel
Das Naturschutzgebiet Hoiberhügel liegt im Landkreis Deggendorf in Niederbayern.
Das rund 90 ha große Gebiet mit der Nr. NSG-00741.02, das im Jahr 2007 unter Naturschutz gestellt wurde, erstreckt sich nordöstlich von Außernzell. Westlich des Gebietes fließt die Kleine Ohe und verläuft die Kreisstraße DEG 8.